# Khān Koshteh
Khān Koshteh (persiska: خان کشته) är en ort i Iran.   Den ligger i provinsen Khuzestan, i den centrala delen av landet, 500 km söder om huvudstaden Teheran. Khān Koshteh ligger 148 meter över havet och antalet invånare är 152.
Terrängen runt Khān Koshteh är huvudsakligen platt, men åt nordost är den kuperad.Runt Khān Koshteh är det ganska tätbefolkat, med 58 invånare per kvadratkilometer. Närmaste större samhälle är Rāmhormoz, 9,5 km norr om Khān Koshteh. Trakten runt Khān Koshteh består till största delen av jordbruksmark.